# تاماکاوا، فوکوشیما
تاماکاوا، فوکوشیما (به لاتین: Tamakawa, Fukushima) یک منطقهٔ مسکونی در ژاپن است که در استان فوکوشیما واقع شده‌است. تاماکاوا ۴۶٫۵۶ کیلومتر مربع مساحت و ۶٬۹۰۳ نفر جمعیت دارد.